# Reglas de cálculo Genaille–Lucas
Las reglas de cálculo Genaille-Lucas es una herramienta aritmética inventadas en 1891 por el ingeniero ferroviario francés Henri Genaille. El invento se considera una variante del Ábaco neperiano, a diferencia de este último, el invento de Genaille eliminó la necesidad de llevar dígitos de una columna a la siguiente al leer productos parciales.
En 1885, el matemático francés Édouard Lucas planteó un problema aritmético en la Asociación Francesa para el Avance de la Ciencia (AFAS) que llamó la atención del inventor Henri Genaille, de allí el nombre que se le da al invento.

## Apariencia
El estuche completo de las reglas de cálculo Genaille-Lucas contiene 11 tiras de madera o metal. En cada una de ellas se encuentra impreso una columna de triángulos y una columna de números:

no

#### Multiplicación
Ordenando las reglas de forma adecuada se pueden resolver problemas de multiplicación. Por ejemplo multiplicar 52749 por 4, para ello hay que alinear las reglas que siguen al INDEX hasta conseguir el número 52749:

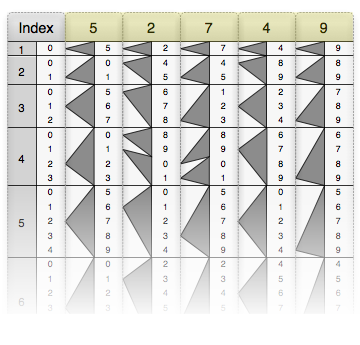
no

Ahora buscamos en el INDEX el multiplicador 4:

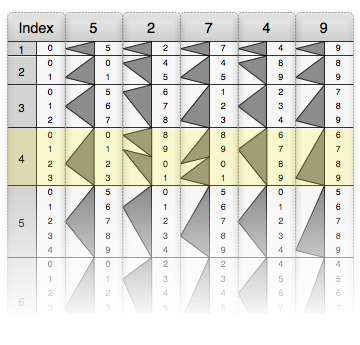
no

Comenzamos a leer el primer número ubicado en la parte superior de la celda del último número del multiplicando (52749) es decir la columna número 9:

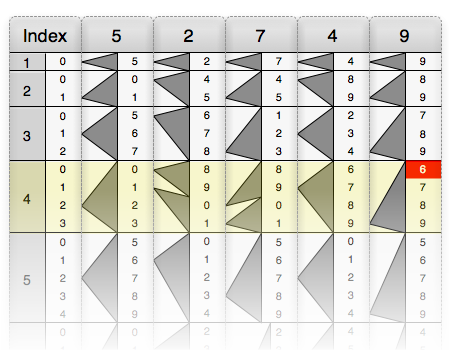
no

A un costado del número 6 se observará un tríangulo que apunta al siguiente número a leer:
Continuamos con este procedimiento hasta completar todas las columnas del multiplicando, con ello encontraremos que el producto de multiplicar 52749 por 4 es de 210996.

#### División
Tiempo después que Genaille desarrolló su invento, las reglas se adaptaron en un conjunto de varillas para poder realizar divisiones. Las barras están alineadas de forma similar a los triángulos de multiplicación, con las barras del índice colocada a la izquierda y que indica el divisor y a continuación las columnas que deletrean los dígitos del dividendo. A continuación se coloca a la derecha una barra especial llamada "resto". El cociente se lee de izquierda a derecha, siguiendo las líneas creadas de una barra a la siguiente. El camino termina con un número en la barra de resto, que es el resto dado por la división.

no